# مقاطعة ستون (ميسيسيبي)
مقاطعة ستون هي مقاطعة في مسيسيبي، بلغ عدد سكانها 17٬786  نسمة، في 2010، عاصمتها ويغينز، تبلغ مساحتها 1٬160 كيلومتر مربع.

## الموقع
تشترك في الحدود مع:
- مقاطعة هاريسون (ميسيسيبي)
- مقاطعة جاكسون
- مقاطعة بيرل (ميسيسيبي)
- مقاطعة جورج (ميسيسيبي)
- مقاطعة بيري (ميسيسيبي)
- مقاطعة فورست (ميسيسيبي).

## التقسيمات الإدارية
- ويغينز.